# Kerstin Gerschau
Kerstin Gerschau (n. 26 ianuarie 1958, Leipzig, RDG) este o gimnastă artistică ce a reprezentat Republica Democrată Germană, medaliată olimpică. A participat la o ediție a Jocurilor Olimpice (1976) în care a câștigat o medalie de bronz.

## Participări
Lista de mai jos prezintă principalele competiții la care a participat Kerstin Gerschau de-a lungul carierei.
- gymnastics at the 1976 Summer Olympics – women's artistic team all-around[*]